# Cinabra
Cinabra é um gênero de mariposa pertencente à família Bombycidae.